# Август I фон Шварцбург-Зондерсхаузен
Август I Гюнтер фон Шварцбург-Зондерсхаузен (на немски: August I Günther zu Schwarzburg-Sondershausen; * 27 април 1691 в Зондерсхаузен; † 27 октомври 1750 в Ебелебен) е апанажиран принц на Шварцбург-Зондерсхаузен в Ебелебен 1740 г.
Той е вторият син на княз Кристиан Вилхелм I фон Шварцбург-Зондерсхаузен (1647 – 1721) и втората му съпруга принцеса Вилхелмина Кристина фон Саксония-Ваймар (1658 – 1712), дъщеря на херцог Йохан Ернст II фон Саксония-Ваймар.
Брат е на Хайнрих (1689 – 1758), от 1740 г. упр. княз на Шварцбург-Зондерсхаузен, и на Кристиан (1700 – 1749). Полубрат е на Гюнтер (1678 – 1740), от 1720 г. упр. княз на Шварцбург-Зондерсхаузен.
Август I получава за резиденция дворец Ебелебен.

## Фамилия
Август I се жени на 19 юли 1721 г. в Бернбург за принцеса Шарлота София фон Анхалт-Бернбург (* 21 май 1696; † 22 юли 1762), дъщеря на княз Карл Фридрих фон Анхалт-Бернбург и графиня София Албертина фон Золмс-Зоненвалде. Те имат децата:
- Фридерика Августа (1723 – 1725)
- Шарлота (1732 – 1774), омъжена в Ебелебен на 30 юни 1754 г. за граф Хайнрих Густаф Готлоб фон Райхенбах-Гошюц (1731 – 1790)
- Христиан Вилхелм (1734 – 1737)
- Христиан Гюнтер III (1736 – 1794), княз на Шварцбург-Ебелебен (1750 – 1758), княз на Шварцбург-Зондерсхаузен (1758), женен на 4 февруари 1760 г. в Бернбург за принцеса Шарлота фон Анхалт-Бернбург (1737 – 1777)
- Йохан Гюнтер IV (1737 – 1738)
- Август II (1738 – 1806), женен на 27 април 1762 г. за принцеса Христина фон Анхалт-Бернбург (1746 – 1823)